# نادية (فلم 1969)
نادية هو فيلم اجتماعي رومانسي مصري عرض عام 1969، بطولة سعاد حسني في دور اختين توأمين وأحمد مظهر ونور الشريف وعماد حمدي، الفيلم قصة يوسف السباعي وإخراج أحمد بدرخان.

## قصة الفيلم
يعيش التوأمان (نادية ومنى) في سلام في القاهرة مع والدهما الأستاذ الجامعي، ووالدتهما الفرنسية، وبينما نادية خجولة، فإن منى جريئة متحررة، تتعرض نادية لحادث حريق، ويموت الأب، فتضطر الأسرة للسفر إلى فرنسا، وهناك تموت منى أيضا، ولكن بعد أن كانت نادية تراسل الدكتور (مدحت) بصورة منى، وأوشك هو على المجيء إلى فرنسا لرؤيتها، فتقع نادية في مأزق خوفا من اكتشاف حقيقتها.

## طاقم التمثيل
- سعاد حسني: (نادية / منى)
- أحمد مظهر: (مدحت)
- نور الشريف: (صبري)
- عماد حمدي: (فاضل - والد نادية ومنى)
- عبد المنعم إبراهيم: (جاد الله)
- سيف عبد الرحمن: (عصام)
- ملك الجمل: (زكية - عمة نادية ومنى)
- عدلي كاسب: (سليمان - عم نادية ومنى)
- رشوان توفيق: (جمال عبد السلام)
- جوزيان فؤاد: (لورا - والدة نادية ومنى)
- إدمون تويما: (جون)

## فريق العمل
- إخراج: أحمد بدرخان
- قصة وحوار: يوسف السباعي
- سيناريو: رمضان خليفة
- مدير التصوير: وديد سري
- مونتاج: حسين عفيفي
- إنتاج: حلمي رفلة
- موسيقى تصويرية: مدحت عاصم
- توزيع: المؤسسة المصرية العامة للسينما